# NGC 4805
Désignations
NGC 4805 est une étoile située dans la constellation de la Chevelure de Bérénice. L'astronome français Guillaume Bigourdan a enregistré la position de cette étoile le  11 mai 1885.
La désignation de cette étoile est 2MASS J12552416+2758499. Selon de récentes mesures (2020) la vitesse radiale de cette étoile est égale à −32,190 102 ± 0,045 85 km/s et sa métallicité (Fe/H) est égale à -0,060, ce qui signifie que son pourcentage en élément lourd est égal à 8,7% (10-0,060) de celui du Soleil.